# Aleksandr Gussiàtnikov
Aleksandr Mikhàilovitx Gussiàtnikov (en rus: Aлександр Михайлович Гусятников) (Orenburg, óblast d'Orenburg, 5 d'octubre de 1950) va ser un ciclista soviètic d'origen rus. Va competir durant més de quinze anys. Un cop retirat va ser director esportiu de diferents equips i president de la Federació russa de ciclisme.

## Palmarès
- 1970
  - 1r a la An Post Rás i vencedor de 4 etapes
- 1971
  - Vencedor d'una etapa al Gran Premi Guillem Tell
- 1972
  - Vencedor d'una etapa al Tour del Llemosí
  - Vencedor d'una etapa al Tour d'Algèria
- 1973
  - Vencedor d'una etapa al Tour d'Algèria
- 1974
  - Vencedor d'una etapa a la Volta al Marroc
- 1975
  -  Campió de la Unió Soviètica en contrarellotge per equips
  - 1r a la Ruban Granitier Breton i vencedor d'una etapa
  - Vencedor de 2 etapes al Gran Premi Guillem Tell
- 1976
  - 1r a la Volta a Bulgària
  - 1r al Circuit de Saône-et-Loire i vencedor de 2 etapes
- 1977
  - 1r a la Volta a Iugoslàvia i vencedor de 2 etapes